# 도가머리참매
도가머리참매(영어: crested goshawk, 학명: Accipiter trivirgatus 아키피테르 트리비르가투스[*])는 동양구에 서식하는 수리과 새매속의 맹금류다.